# Викрадачі велосипедів
«Викрадачі велосипедів» (італ. Ladri di biciclette) — художній фільм італійського режисера Вітторіо де Сіка, знятий в стилі неореалізму за однойменним твором Луїджі Бартоліні. Цей фільм позначено у більшості кінодовідників як шедевр, що заслуговує перегляду. На 1 березня 2024 року фільм займав 124-ту позицію у списку 250 кращих фільмів за версією IMDb.

## Сюжет
Дія відбувається в післявоєнній Італії 1940-х років. Антоніо Річі, безробітний, батько двох дітей, після довгих пошуків нарешті знаходить роботу розклеювача афіш. Для того, щоб узятися за свої обов'язки, йому необхідний велосипед. «Немає велосипеда — немає роботи», — каже йому чиновник біржі праці. У Антоніо був велосипед, але він здав його в ломбард, щоб отримати хоч якісь гроші та купити їжі. Щоб викупити велосипед з ломбарду, дружина Антоніо закладає останнє, що ще хоч чогось варте — шість простирадел, які були її посагом. У перший же робочий день, поки Антоніо старанно наклеює афішу з зображенням Ріти Гейворт, велосипед крадуть. Антоніо зі своїм маленьким сином Бруно вирушає на безнадійні пошуки. Глядачі бачать очима батька і сина Рим: повне суперечностей багате і бідне «вічне» місто. Саме пошуки й складають основний сюжет фільму. Часом здається, що Антоніо ось-ось знайде вкрадене, але кожен раз надія змінюється відчаєм. Зрештою, розуміючи, що сім'ю чекає голод, безробітний сам намагається вкрасти інший велосипед, але його ловлять. Все це відбувається на очах маленького Бруно, тому господар велосипеда прощає Антоніо, вирішивши, що приниження від упіймання цілком достатньо. Кінцівка фільму трагічна — Антоніо залишається ні з чим, сам в положенні злодія і без віри в завтрашній день.

## У ролях
- Ламбетто Маджорані — Антоніо Річчі
- Енцо Стайола — Бруно Річчі
- Ліанелла Каррелл — Марія Річчі
- Джино Сальтамеренда — Байокко
- Вітторіо Антонуччі — злодій

## Нагороди та номінації

### Нагороди
- 1950 — Премія Оскар 
  - Почесна премія
- 1950 — Премія BAFTA
  - Найкращий фільм
- 1950 — Премія Золотий глобус
  - Найкращий закордонний фільм

### Номінації
- 1950 — Номінація Оскар 
  - Найкращий сценарій — Чезаре Дзаваттіні

## Українською
Український переклад зробила студія «Цікава ідея» на замовлення «Гуртом»..